# Albert Nibte
Albert Nibte (Paramaribo, 20 mei 1993) is een Surinaams voetballer die speelt als verdediger die speelt voor de Surinaamse club SV Leo Victor.

## Carrière
Nibte speelde van 2010 tot 2014 voor SV Leo Victor waarmee hij in 2014 de beker won. Nibte speelde van 2014 tot 2016 voor de Surinaamse club Inter Moengotapoe waarmee hij landskampioen werd in 2015 en 2016. In 2016 keerde hij terug naar SV Leo Victor.
Sinds 2015 speelt Nibte voor Suriname waarvoor hij al 16 wedstrijden speelde.

## Erelijst
- SVB-Eerste Divisie: 2014/15, 2015/16
- Surinaamse voetbalbeker: 2014